# Bodianus hirsutus
 Bodianus hirsutus és una espècie de peix de la família dels làbrids i de l'ordre dels perciformes.

## Morfologia
Els mascles poden assolir els 32 cm de longitud total.

## Distribució geogràfica
Es troba a les illes de Maurici i Reunió.